# 副田あけみ
副田 あけみ（そえだ あけみ、1950年11月11日 - ）は、日本の社会福祉学者。東京都立大学 (1949-2011)名誉教授、関東学院大学教授。

## 略歴
東京女子大学文理学部社会学科卒、1979年東京大学大学院教育学研究科教育社会学博士課程満期退学。東京都立大学助手、白梅学園短期大学助教授、都立大助教授、教授、首都大学東京教授、2012年定年となり、都立大名誉教授、関東学院大学社会学部教授を務める。

## 著書
- 『在宅介護支援センターのケアマネジメント』中央法規出版、1997年。
- 『社会福祉援助技術論 ジェネラリスト・アプローチの視点から』誠信書房 社会福祉専門職ライブラリー、2005年。

### 共編著
- 遠藤優子共編著『嗜癖問題と家族関係問題への専門的援助 私的相談機関における取り組み』 ミネルヴァ書房、1998年。
- 平岡公一,平野隆之共編『社会福祉キーワード』有斐閣双書、1999年。
- 古川孝順共編『社会福祉士・精神保健福祉士・ケアマネジャーになるために』誠信書房、2000年。
- 古川孝順,秋元美世共編著『現代社会福祉の争点』中央法規出版、2003年。
- 『介護保険下の在宅介護支援センター ケアマネジメントとソーシャルワーク』編著 中央法規出版、2004年。
- 久保紘章共編著『ソーシャルワークの実践モデル 心理社会的アプローチからナラティブまで』川島書店、2005年。
- 小嶋章吾共編著『ソーシャルワーク記録 理論と技法』誠信書房、2006年。
- 北島英治,高橋重宏,渡部律子共編『ソーシャルワーク実践の基礎理論 社会福祉援助技術論 上 改訂版』有斐閣 社会福祉基礎シリーズ、2010年。
- 『リーディングス日本の社会福祉 第3巻　高齢者と福祉 ケアのあり方』編著 日本図書センター、2010年。
- 土屋典子,長沼葉月共著『高齢者虐待防止のための家族支援 安心づくり安全探しアプローチ〈AAA〉ガイドブック』誠信書房、2012年。
- 『高齢者虐待にどう向き合うか 安心づくり安全探しアプローチ開発』編著 瀬谷出版、2013年。
- 菅野花恵共著『介護職・相談援助職への暴力とハラスメント』勁草書房、2022年。

## 論文
- <副田あけみ